# 八角枫科
八角枫科，学名Alangiaceae，是山茱萸目双叶植物科，根据大多数分类法，它只有一个属---八角枫属（Alangium），约20个品种。分布于非洲、中国、日本和东南亚，中国有8种，广泛分布于长江以南各省，少数种可北上到河北。
八角枫科植物为乔木或灌木；单叶互生；花两性，排成腋生的聚伞花序，花萼和花瓣为4-10，花瓣线形，外卷；果实为核果。
1998年根据基因亲缘关系分类的APG 分类法，2003年修订的APG II 分类法，和2009年的APG III 分类法， 将本科合并到山茱萸科中。也有的分类法如Watson & Dallwitz的分类法，将管花木属（Metteniusa）列在本科内，APG II 分类法认为管花木属为系属不清的类别。